# Dvojitá artikulace
Dvojitá artikulace je lingvistický pojem v češtině označující souhlásky, které mají v ústech dvě místa artikulace. Běžně se souhláska artikuluje v jednom místě v ústech, u dvojité artikulace dochází k vyslovení souhlásky pomocí artikulace na dvou místech. Jedná se plozivní, frikativní a aproximantní souhláska.

## Význam pojmu v zahraničí
V angličtině double articulation má různé významy v mediálních studiích v lingvistice.

### Mediální studia
Dle Rogera Silverstona je mediální technologie (například televize) zároveň jako konzumovaný objekt, ale zároveň jako recipovaný obsah.
„Tvrdím tedy, že kulturní hodnota takového přístroje, jako je televize, spočívá jak v jeho významu jako objektu–zasazeného do veřejných diskurzů moderního kapitalismu, kteréžto výrazy jsou ovšem stále otevřené vyjednávání v rámci soukromých diskurzů domácnosti –, tak v jeho obsahu, který je ukotvený obdobným způsobem. Význam televize jako objektu konzumace je definován konzumací obojího, tedy technologie i jejího obsahu. A právě v tomto smyslu odkazuji k televizi jako ke dvojitě artikulované.“
Na Silverstona navazuje Sonia Livingstone, která dvojitou artikulací vnímá „média jako materiální objekty nacházejících se v konkrétních časoprostorových uspořádáních a zároveň jako média symbolických sdělení nacházejících se v toku jistých sociokulturních diskurzů“.

### Lingvistika
Dvojí artikulace, dualita vzorování nebo jen dualita je základním jazykovým jevem spočívajícím v použití kombinací malého počtu bezvýznamových prvků (zvuků, tj. fonémů) k vytvoření velkého počtu významových prvků (slov, morfémů). Koncept byl přednesen Francouzem André Martinete v roce 1949. Název odkazuje na dvouúrovňovou strukturu příslušnou znakovým systémům, z nichž mnohé jsou složeny z těchto dvou druhů prvků:
1. prvky výrazné, ale bezvýznamných,
2. prvky významných či smysluplných.

Příkladem je v angličtině slovo kočka „cat“, které nese plnohodnotný význam. Skládá se z hlásek [k], [æ] a [t], které jako samostatné hlásky nemají význam. Ty lze také spojit do samostatných slov „tack“ (připínaček) a „act“ (čin). Nově vzniklá slova již nesou odlišné významy.